# Uniunea Ziariștilor Profesioniști din România
Uniunea Ziariștilor Profesioniști  din România (UZPR) este o asociație profesională de creație publicistică și jurnalistică a ziariștilor din România și din comunitățile românești de peste hotare. Este moștenitoarea de drept și continuatoarea tradițiilor și valorilor asumate de primele structuri organizatorice de natură profesională ale presei bucureștene și românești, în general, cum au fost Uniunea Ziariștilor Profesioniști din România (înființată în anul 1919), Sindicatul Ziariștilor din București ș.a.

## Obiective
Obiectivul statutar al Uniunii Ziariștilor Profesioniști este promovarea creației publicistice și jurnalistice ca domeniu distinct al vieții spirituale, consacrarea profesiei de ziarist ca profesiune de creație, cu importanță publică și socială recunoscută, precum și apărarea drepturilor, libertăților și demnității profesionale ale ziariștilor și a libertății presei, în concordanță cu legile naționale și cu prevederile internaționale. Uniunea este condusă de un președinte și de un Consiliu Director. În perioada 1990-2005, conducerea era completată de Secretarul General al Uniunii, ales prin vot direct în cadrul Adunării Generale. Această funcție a fost ocupată de Mihai-Dan Lutic. Ultimul președinte al Uniunii Ziariștilor a fost Doru Dinu Glăvan (7 iunie 1946 – 31 octombrie 2021).

## Membri fondatori ai UZP în 1919
Samson Abramovici, S. Albu, N. Rusu Ardeleanu, C. Băleanu, Al. Bălăceanu, Nicolae Batzaria, Ion Biciolla, Clement Blumenfeld, Brunea Fox, Sebastian Bornemisza (Sebestyén Bornemisza), Vasile Canarache, Alexandru Cazaban, I. N. Calafeteanu, Emanoil Cerbu, M. Conitz, Raoul V. Culianu, Jean Cuțana, George Cuțana, Romeo Drăghici, Nicolae Davidescu, Dinu Dumbravă, Ion Felea, Eugen Filotti, Constantin Graur, Mircea Grigorescu, Georges Horia, Alex Hurtig, Victor Iamandi, D. Iov, George Macovescu, George Mantta, Alexandru Mavrodi, G. Maxim, Nicolae Măciucă, Ion Martalogu, Ion Minulescu, Constantin Miciora, Ion Pas, Constantin Papacostea, I. Peltz, Cezar Petrescu, N. Pora, Liviu Nasta Popescu, Eugen Relgis, Moses Rosen, Henric St. Streitman, G. Stroe, Pamfil Șeicaru, Mircea Stein, Haralambie Tăriceanu, Gheorghe Teodorescu, Jean Vulpescu.

## Președinți ai UZPR
- Heinric St. Streitman
- Nestor Ignat
- Vasile Dumitrescu
- Octavian Paler
- Ion Cumpănașu
- Petre Mihai Băcanu
- Sergiu Andon
- Romeo Nădășan
- Cornelius Popa
- Mihai Miron
- Doru Dinu Glăvan